# Dallas : Quand tout a commencé...
Cet article concerne la série originale. Pour la nouvelle série, voir Dallas (série télévisée, 2012).
Pour les articles homonymes, voir Dallas (homonymie).
Dallas : quand tout a commencé... (Dallas : The Early Years) est un téléfilm américain réalisé par Larry Elikann et écrit par David Jacobs, diffusé sur CBS le 23 mars 1986. Il s'agit de la préquelle du feuilleton Dallas alors en plein apogée.
En France, le téléfilm a été diffusé en deux parties les 19 août 1987 et 26 août 1987 sur TF1.
Ce téléfilm de trois heures, diffusé vers la fin de la 9e saison de la série, se penche sur les origines du conflit entre les familles Barnes et Ewing durant les années 1930. L'intrigue permet ainsi de remonter "d'un cran" dans les générations : bien que ce soit le personnage de J.R. Ewing, interprété par Larry Hagman (seul acteur de la série à jouer un rôle dans la préquelle), qui introduise l'histoire, un coup de machine à remonter dans le temps est aussitôt enclenché, pour une fiction qui permet de voir des personnages "jeunes" (comme Jock ou Ellie Ewing, Digger Barnes ou leurs enfants en culottes courtes) ou de faire connaissance avec des personnages jamais montrés à l'écran, comme les parents d'Ellie (Aaron et Barbara Southworth) ou le frère de Jock (Jason, dont on ne connaît que les enfants, Jamie et Jack, dans la série hebdomadaire).

## Résumé
L'histoire s'ouvre sur le barbecue de 1951 du ranch de Southfork durant lequel "Digger" Barnes tire sur "Jock" Ewing. Ce coup de feu est l'occasion d'un second flashback qui projette les personnages durant la dépression des années 1930. Les deux hommes se rencontrent pour la première fois dans le wagon d'un train. Leur amitié semble naître de leur désir de trouver du pétrole mais tous les deux sont en compétition pour la main de Miss Ellie (Molly Hagan). Comme dans la série originelle, Jock est plutôt montré comme un honnête homme, tandis que Digger, déjà alcoolique, fait preuve d'un grand talent pour "flairer" le pétrole.